# بهيج عثمان
بهيج عثمان (1921 - 1985) أديب وإعلامي وفقيه لبناني.

## عنه
من مواليد «شباط» فبراير 1921 في مدينة بيروت، والده: سليم عثمان، تلقى علومه الابتدائية في مدارس المقاصد ثم التحق عام 1936 بالكلية الشرعية التي أنشأها مفتي الجمهورية اللبنانية آنذاك الشيخ محمد توفيق خالد، وتخرج منها عام 1939. تلقى علومه الجامعية في كلية الآداب في جامعة القاهرة حيث نال ليسانس الآداب بامتياز في عام 1942.
بعد عودته من مصر عمل مذيعاً في الإذاعة اللبنانية وكان اسمها حينذاك راديو الشرق، ولكنه استقال منها عندما اعتقل الفرنسيون أعضاء الحكومة اللبنانية عام 1943. عمل في الصحافة الأدبية كسكرتير تحرير مجلة الأديب التي أنشأها ألبير أديب. في عام 1945 أنشأ مع فريق من إخوانه داراً للنشر باسم دار العلم للملايين ومجلة أدبية باسم «الآداب». وفي خلال ذلك كان يتولى تدريس الأدب العربي في الكلية الشرعية في بيروت، وفي الكلية الداودبة في عبيه، وفي كلية الآداب بالجامعة اللبنانية.
في عام 1952 اختارته الحكومة اللبنانية رئيساً لمصلحة الشؤون الثقافية في وزارة التربية الوطنية ولكنه اعتذر عن تولي المنصب مفضلاً ممارسة عمله الحر في تدريس الأدب والنشر. ساهم في انطلاقة مجلة العربي الكويتية التي خدمت الثقافة العربية يلقب ب«رائد النشر الحديث». توفي في 15 أغسطس 1985.

## ما كتب عنه
بدأ بهيج عثمان علومه الأولى في مدارس جمعية المقاصد الخيرية الإسلامية في بيروت وبقي في هذه المدارس حتى بلغ فيها الصف الثالث الابتدائي. وهنا نترك الكلام للدكتور عمر فروخ ليحدثنا عن المنعطف الرئيسي لانتقال بهيج عثمان من مدرسة الحرج التابعة لجمعيّة المقاصد الخيريّة الإسلاميّة إلى الكليّة الشرعيّة، المدرسة الدينيّة الإسلاميّة الأولى من نوعها في بيروت. يقول الدكتور عمر فروخ تحت عنوان (حياة رجل):
وكان بهيج عثمان في جملة التلاميذ النجباء الذين وقع عليهم الاختيار ليكونوا طليعة المشايخ الفقهاء، شكّل هؤلاء التلاميذ الرعيل الأول من طلاب الكلية الشرعيّة، التي تحولت فيما بعد إلى كلية فاروق الأول الشرعيّة ثم إلى ما يسمى الآن «أزهر لبنان».
في هذه الكليّة، وفي سنة 1934م بالضبط بدأت رحلة بهيج عثمان مع الدراسة الدينيّة وعلى رأسه العمامة وعلى عاتقه الجبة الزي الديني التقليدي. وكان أستاتذته في هذه المرحلة أعيان العلماء الذين انتقلوا جميعهم إلى رحمة ربهم وهم:
1.الشيخ محمد توفيق خالد: رئيس الكليّة
2.الأستاذ محم عمر منيمنة: أستاذ التفسير
3.الشيخ عبد الرحمن سلام: أستاذ التوحيد
4.الشيخ أحمد عمر المحمصاني: أستاذ الشيرة النبويّة
5.الشيخان حسن المكي وتوفيق البابا: للقرآن الكريم، تلاوة وحفظاً 
6.الشيخ رائد عليوان: أستاذ قواعد اللغة العربيّة
7.الأستاذ منير غندور: أستاذ اللغة الفرنسيًة
8.الشيخ رائف الفاخوري: أستاذ الأدب العربي
9.الشيخ صلاح الدين الزعيم: الناظر والمربًي
وجميع هؤلاء الأساتذة من بيروت ما عدا الشيخ صلاح الدين الزعيم فهو من دمشق. وكانت غاية الكلية كما حددها الشيخ رائف الفاخوري:
أن تنشئ النمط الأوسط من رجال الدين المسلمين الذين يجمعون بين علوم الدين وعلوم الدنيا، بالإضافة إلى تخريج نفر من المشايخ الفقهاء كما كانت غاية مؤسسها الشيخ محمد توفيق خالد. السنوات الأربع التي أمضاها بهيج عثمان في الكليّة الشرعيّة وهو يتعثر بثوبه الديني الفضفاض أصبحت في ذمة الماضي عندما انتقل إلى مصر حيث اختار متابعة الدراسة في كلية الآداب في قسم اللغة العربيّة، في جامعة فؤاد الأول التي أصبح اسمها بعد ثورة 23 يوليو الناصريّة سنة 1952 م جامعة القاهرة.
بدلاً من تخرّجه من الجامع الأزهر كما كان مفروضاً فإنه تخرّج من جامعة فؤاد الأول حاملاً إجازة كلية الآداب بامتياز من هذه الجامعة عام 1942م، عاد إلى بيروت لينخرط في جوها الأدبي مبتدئاً رحلته في عالم الوظيفة الحكوميّة مذيعاً في الإذاعة اللبنانيّة وكان اسمها في ذلك الحين راديو الشرق، ترك العمل في هذه الإذاعة بعد حوالي سنة من دخولها في آب 1943م لأن السلطة الفرنسيّة التي كانت تشرف عليها اعتقلت أعضاء الحكومة اللبنانيّة وعلى رأسهم الزعيم رياض بك الصلح ورئيس الجمهورية الشيخ بشارة الخوري. وانسجاماً مع تطلعاته الأدبيّة عمل في الصحافة الأدبيّة سكرتيراً لتحرير مجلة الأديب التي أنشأها الأستاذ ألبير أديب.
وفي سنة 1945م آثر الاستقلال في ميدان النشاط الأدبي فأنشأ مع فريق من إخوانه دار للنشر باسم (دار العلم للملايين) ومجلة أدبيّة باسم (الآداب).
خلال تمرسه بالعمل في دار النشر وفي المجلة لبى رغبة مفتي الجمهوريّة اللبنانيّة الشيخ محمد توفيق خالد بالتدريس في الكليّة الشرعيّة بالإضافة إلى الكليًة الداوديّة في منطقة عبيه، وفي كلية الآداب بالجامعة اللبنانيّة حيث كان يدرس في هذه المعاهد المذكورة مادة الأدب العربي. في سنة 1952م أصدرت الحكومة اللبنانيّة مرسوماً بتعيين بهيج عثمان رئيساً لمصلحة الدوائر الإداريّة بوزارة التربية الوطنيّة إلا أنه اعتذر عن قبول هذا المنصب الحكومي مؤثراً الاستمرار في ممارسة عمله الحرّ في التدريس والاهتمام بمجلة الآداب إلى جانب عمله مع زميله ورفيق دربه الأستاذ منير البعلبكي في مؤسسة دار العلم للملايين.
عندما قرأ في الصحف نبأ تعيينه رئيساً لمصلحة الدوائر الإداريّة في وزارة التربية الوطنيّة بادر على الفور إلى إعلان رفضه لهذه الوظيفة بالبيان التالي: (قرأت في التشكيلات الحكوميّة الجديدة نبأ تعييني رئيساً لمصلحة الدوائر الإداريّة في وزارة التربية الوطنيّة وإني إذ أشكر صديقي الدكتور سليم حيدر وزير التربيّة الوطنيّة، والدكتور نجيب صدقة، مدير الوزارة، على حسن ظنهما فيّ، أعتذر عن قبول أي منصب من المناصب الحكوميّة التي أراني زاهداً فيها كل الزهد. وخاصة إذا كان هذا المنصب يختلف عن نوع اختصاصي وطبيعة عملي. وعلى كل حال إذ أواصل العمل في دار العلم للملايين أؤدي رسالة لعلها لا تقل خطراً وأثراً عن وزارة التربية الوطنيّة فيما تنشر الدار من كتب ومجلات. وما يلتقي على صفحاتها من قراء ينهلون أطيب ألوان المعرفة وأنضجها ثمراً وأصدقها توجيهاً). وقد لبت الحكومة رغبته وصرفت النظر عن تكليفه بالوظيفة التي اعتذر عن قبولها.
لقد رأى فيما بعد أن يتخلى نهائيّاً عن ممارسة التدريس سواء في الكليّة الشرعيّة في بيروت أو المدرسة الداوديّة في عبيه أو كليّة الأداب في الجامعة اللبنانيّة لينصرف كلياً إلى إدارة دار العلم للملايين والتعاون مع بعض نظرائه من العلماء والأدباء في إصدار بعض المؤلفات المدرسيّة، وقد كان له عدة مؤلفات في هذا الميدان أصدرها بالاشتراك مع الأستاذ منير البعلبكي والأستاذ شفيق جحا، ومن أهم هذه المؤلفات كتاب (المصور في التاريخ) في أحد عشر جزءاً. وهذا الكتاب إعتمدته وزارة التربيّة الوطنيّة ليدّرس بصورة رسميّة في المدارس الحكوميّة. 
لقد كان لبهيج عثمان التفاتة ملحّة نحو العمل الاجتماعي من خلال نزعته الإنسانيًة النابعة من ضميره الديني. وكانت مؤسسات الرعايا الاجتماعيًة التي أسسًها ورأسها رجل البر والخير الدكتور محمد خالد الميدان الذي اطمأن إلى العمل فيه ولم يترك هذا الميدان إلى أن ترك الحياة الدنيا. وإن من يقلب نظره في سجل الأعمال الإنسانيّة والخيريّة لهذه المؤسسة فهو يجد فيها البصمات الدالة على جهود بهيج عثمان في مسيرتها وهي تؤدي رسالتها البارّة في خدمة الذين هم في حاجة إلى هذه الخدمة.
في ذلك يقول زميله ورفيق دربه منير البعلبكي وهو يبكيه بعد وفاته (...وفي مجال الخدمة العامة، سلخت نحواً من أربعين عاماً في خدمة الإنسان في لبنان، فكفكفت دموع اليتامى وبلسمت جراح المنكوبين، وخففت آلام المعذبين في الأرض. وإن في كل ركن من أركان مؤسسة الخدمات الاجتماعيّة، وكل زاوية من زواياها أثراً يدل عليك وانطباعة تذكّرك بك). أما الكتاب، فإن بهيج عثمان كان من أفضل المبتكرين لسدانته ورعايته في ميدان طبعه ونشره وتسويقه. وعلى الرغم من أن هذا الميدان كان يكتظ باللاهين وراء الثراء المادي الذين وجدوا فيه ما يحرض له لعاب طمعهم إلى المال بصرف النظر عن القواسم المشتركة بين موضوع الكتاب نفسه وبين رسالة هذا الموضوع وفائدته للصالح العام، خلافاً لبهيج عثمان الذي كان عمله في مؤسسة دار العلم للملايين تجسيداً صادقاً لإيمانه الوطيد بأن هذه المؤسسة ليست دكاناً تجارية تهدف إلى إنماء ثروة أصحابها وإنما هي وسيلة شريفة لخدمة مثلثة الجوانح والجوانب، خدمة المؤلف ة خدمة القارئ الذي ترتفع به ثقافته إلى مستوى المعرفة المحصنة بالأخلاق الفاضلة والفكر الناضج.
هذا هو البزرخ الذي عاشه بهيج عثمان منذ أن أسس مع رفيق عمره ودربه الأستاذ منير البعلبكي دار العلم للملايين سنة 1945م حيث سلخ أربعين عاماً في خدمة الكتاب العربي، فوفق بجهده الذي لا يتعب إلى أن يجعل من هذه الدار صرحاً شامخاً من صروح المعرفة والثقافة، وحقق ما كان يحلم به من صيرورة الكتاب العربي عالمي السمّات مشعّاً كمثل ضياء الشمس، في كل صقع من أصقاع الدنيا. وهنا لا بد للحق والإنصاف من قولة نسجلها لمؤسسة دار العلم للملايين في أنها غدت من معالم بيروت في الوثبة العصريّة لهذه المدينة الدهريّة، ذلك أن هذه المؤسسة بمستوى التأليف الذي بلغت إليه كتبها وبالانتشار الذي لقيته تلك الكتب في العالم العربي، باتت من أكبر دور النشر العربيّة وفي طليعتها أثراً، وإن هذه المكانة التي ارتفعت إليها دار العلم للملايين كانت راجعة أولاً بالذات، إلى الاحترام المتبادل بين صاحبيها بهيج عثمان ومنير البعلبكي وبين الأدباء والعلماء الذي يعهدون إلى مؤسستهما بما يؤلفونه من كتب وهم مطمئنون إلى حسن الرعاية لها وأمانة التعاون معهم. كان بهيج عثمان في مؤسسة دار العلم للملايين ناقداً للكتاب أكثر مما كان متاجراً به، ولذلك كان يتلهف لنشر الكتاب الجيد، ويحنق على الرقيب الحكومي الذي يحرم منه القارئ، هكذا وصفه زميله في الدراسة ورفيقه في دروب الفكر والعلم والأدب الدكتور حسن صعب.
إن الشعلة الوضاءة بالعطاء الخيّر والجهد الدؤوب من أجل الحفاظ على مستوى الكتاب في لبنان والبلاد العربيّة انطفأت على حين فجأة نتيجة نوبة قلبيّة حادة أصابت بهيج عثمان وهو في جزيرة قبرص حيث ادركه رب المنون في وتم دفنه في تراب البلد الذي بادله الحب والوفاء بيروت مشيعّاً في مأتم مهيب شارك فيه جمهور كبير من أهل العلم والأدب والهيئتات الاجتماعيّة الذين افتقدوا فيه واحداً من أبرز رموز النهضة الثقافيّة في هذا البلد.